# Regional Route 33
Die Regional Route 33 ist eine Regionalstraße im Nordosten Südafrikas. Sie verbindet Pietermaritzburg und Lephalale  über Greytown, Paulpietersburg, eMakhazeni und Vaalwater. Dabei durchquert sie die Provinzen KwaZulu-Natal, Mpumalanga und Limpopo.